# جون ماكديرموت (عداء مراثوني)
جون ماكديرموت (بالإنجليزية: John McDermott)‏ هو عداء مراثوني أمريكي، ولد في 1880 في نيويورك في الولايات المتحدة، وتوفي في 1948.